# Джозеф Нулленс
Нуланс Джозеф (29 березня1864, Бордо, Франція — 9 вересня 1944, Франція) — французький політичний діяч і дипломат, сенатор (1920).

## Біографія
Нуланс Джозеф народився в 1864 році.
1902— 1919- член палати депутатів
1913—1914 — військовий міністр
1914—1915 — міністр фінансів.
червень 1917–1918 рр — посол в Росії (Петрограді).
1920 — сенатор
З червні 1917 року Нуланс Джозеф був послом в Росії. При Тимчасовому уряді проводив політику активного втручання Франції і Англії у внутрішні справи Росії. Контрреволюційна діяльність Нуланс особливо розгорнулася після Жовтневого перевороту.
До середини грудня 1917 разом з усім дипломатичним корпусом Нуланс проводив політику непризнання і ігнорував радянську владу. Тільки після конференції в Парижі 28 листопада 1917 року, яка ухвалила рішення «вступити у неофіційні відносини з петроградським урядом», Нуланс зробив свій перший візит в НКЗС.
26 листопада 1918 року Нуланс спільно з послами інших країн направив в НКЗС протест проти декретів, про анулювання державних боргів і про конфіскацію власності іноземних підданих. Нуланс в інтерв'ю від 23 квітня 1918 року в зв'язку з висадкою японських військ у Владивостоці поставив вимогу збройного втручання держав Антанти у внутрішні справи Росії. Зважаючи на це 28 квітня НКЗС направив французькому уряду ноту з вимогою відкликати Нуланс. Не отримавши відповіді, Радянський уряд відмовився визнавати Нуланс представником Французької республіки і оголосив його приватною особою. Незважаючи на це, Нуланс залишився в Росії і продовжував свою контрреволюційну діяльність.
Після переїзду дипломатичного корпусу в Вологду навесні 1918 року особливо широко розгорнулася діяльність Нуланс як шпигуна і організатора інтервенції країн Антанти і контрреволюційних виступів усередині країни. Він розсилав в різні міста своїх агентів, які встановлювали там зв'язку з місцевими білими організаціями, постачали їх грошима. Існував план повалення радянської влади одночасним ударом інтервентів на півночі, білогвардійців на Верхній Волзі і лівих есерів в Москві.
Нуланс був пов'язаний з чехословацьким заколотом і брав участь у змові англійського агента Локкарта, який разом з Троцьким і Бухаріним ставив собі за мету вбити керівників Радянської держави, знищити радянську владу, зірвати Брестський мир. Коли восени 1918 року змова Локкарта була розкрита, Нуланс покинув Росію.
За кордоном Нуланс продовжував боротьбу проти Радянської Росії. 21 січня 1919 року він був викликаний на засідання «Ради десяти» в Парижі.
У 1921 Нуланс був призначений головою міжнародної комісії допомоги Росії, створеної нібито для боротьби з голодом. Але замість того щоб надати негайну допомогу голодуючим, ця комісія виставила велику програму «обстеження» ресурсів і засобів Радянської Росії. Е. П Нуланс зажадав, щоб представникам держав було надано право контролю над розподілом продовольства та іншої допомоги. Радянський уряд категорично відмовився дозволити комісії в'їзд в країну.
У лютому 1922 року в ході підготовки Генуезької конференції була скликана під головуванням Нуланса в Парижі конференція кредиторів Росії. Конференція зажадала, щоб союзницькі уряди не починали ніяких переговорів з Радянською Росією, поки вона не визнає царські борги.
У вересні 1924 Нуланс як представник «Товариства французьких інтересів в Росії» був призначений членом комісії, розглядалось питання про відновлення стосунків між СРСР і Францією. У цій комісії він знову вимагав сплатити всі старі борги.

## Книги
- 1933 — «Моя місія в Росії»